# Pieve di San Giovanni Battista (Mensano)
La pieve di San Giovanni Battista è un luogo di culto cattolico situato a Mensano, nel comune di Casole d'Elsa, in provincia di Siena, arcidiocesi di Siena-Colle di Val d'Elsa-Montalcino.

## Storia

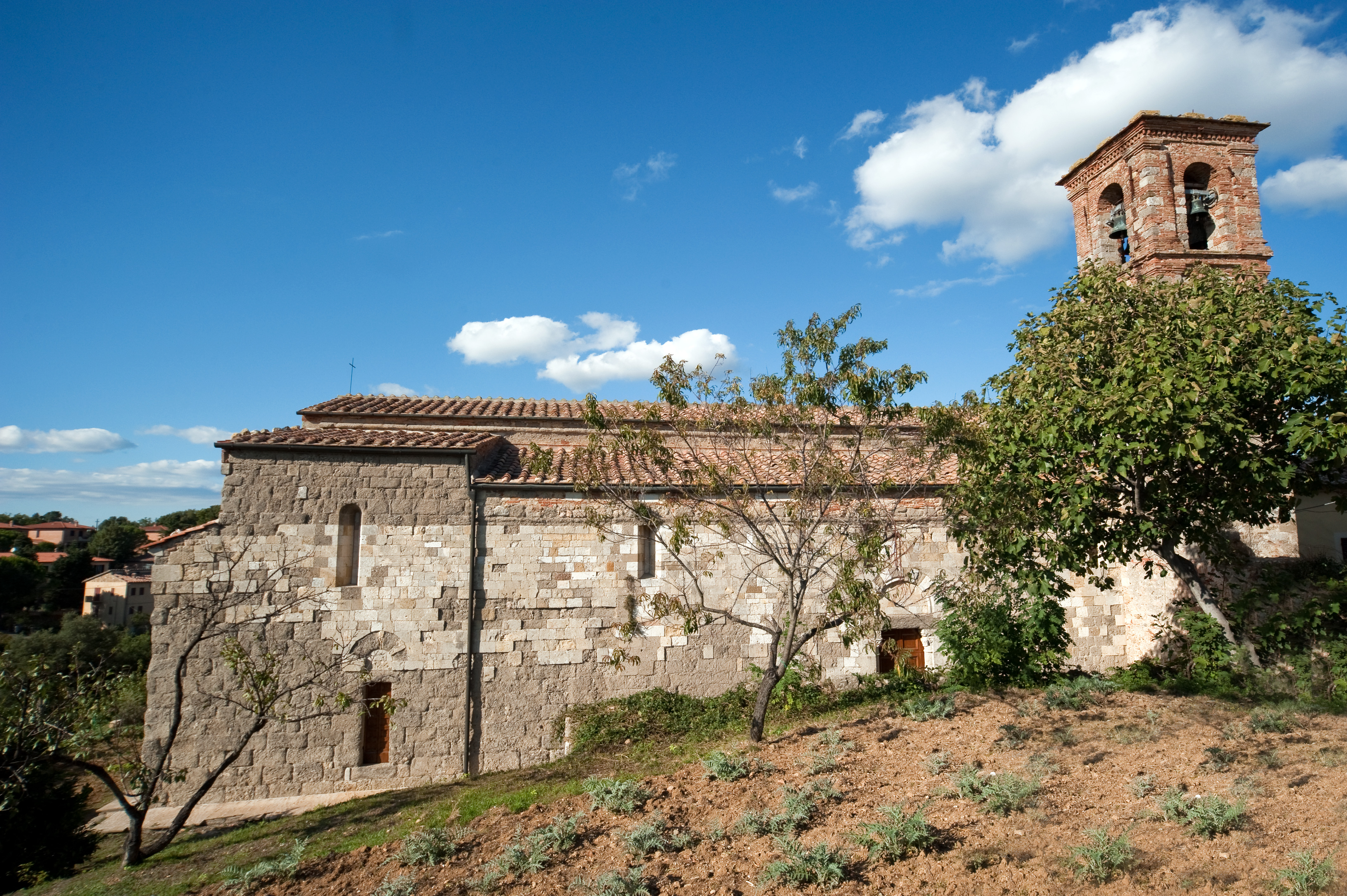
Fiancata meridionale e campanile

La più antica testimonianza riguardante questa pieve è l'iscrizione: 
 che indica la presenza del magister Bonamico (attivo nel cantiere della cattedrale di Pisa nel terzo quarto del XII secolo). Il ruolo che ebbe Bonamico non è specificabile forse diresse l'intero cantiere ma più probabilmente realizzò alcuni capitelli interni.
Il primo documento cartaceo è la bolla di papa Alessandro III del 29 dicembre 1171 in cui si conferma la proprietà della plebem de Menzano cum parochialbus ecclesiis al vescovo di Volterra, proprietario dal X alla fine del XII secolo del castello di Mensano.
Oltre alle funzioni religiose, per tutto il XIII secolo la chiesa fu anche la sede della vita civile del comune di Mensano e al suo interno furono sottoscritti atti in data 4 aprile 1222 e 8 agosto 1227 con i quali gli uomini del castello si sottomisero alla repubblica di Siena. Se in quegli anni il castello perse la sua indipendenza politica, il rettore della pieve invece godeva di una notevole autonomia e anche di una notevole autorità religiosa tanto da ricevere in data 17 febbraio 1233 incarichi da papa Gregorio IX. Presso la chiesa abitava anche una comunità di canonici secolari ed è rimasta testimonianza di un certo chierico Monaldo che in data 11 febbraio 1237 aveva un debito con la chiesa ma che non gli impedì di diventare dal 19 novembre 1254 pievano.
Nonostante potesse contare su un piccolo territorio e sole sei chiese suffraganee tra il XIII e XIV secolo la situazione economica era florida, floridezza che continuava nel 1356 quando il piviere raccolse ben 173 lire di tasse. Negli stessi anni la chiesa venne arricchita da una cappella dedicata a Santa Maria e decorata con un affresco sulla parete destra.
Tra il XV e XVI secolo la chiesa cambiò più volte patrono e dal 1502 venne amministrata da un'opera regolata dallo statuto comunale.
Nel XVIII secolo venne adeguata al gusto barocco e intonacata all'interno. Nel XIX secolo era una propositura di patronato regio e dopo i danni subiti durante la seconda guerra mondiale venne restaurata nel 1952.

## Descrizione
La chiesa, perfettamente orientata, presenta una struttura basilicale a tre navate con altrettante absidi e copertura lignea. La muratura è stata effettuata con conci di calcare massiccio e conglomerato disposti a corsi orizzontali e paralleli.

### Esterno

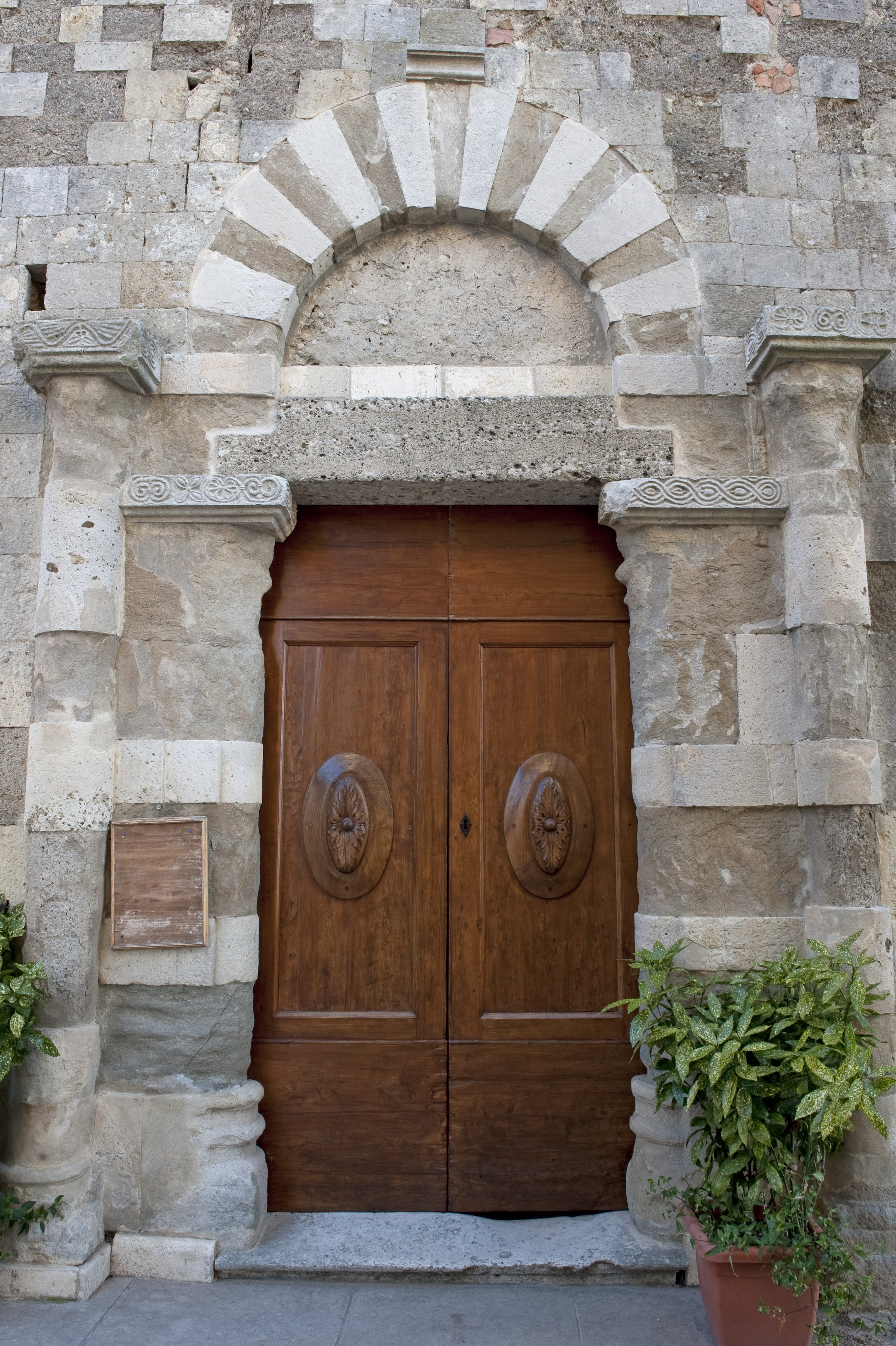
Portale d'ingresso

La facciata a salienti presenta un profilo a capanna grazie al fatto che le navate laterali sono di poco più basse di quella centrale. Il paramento murario è costituito da un uso di marmo e arenaria che danno un aspetto quasi maculato; al centro si apre il portale inserito tra due semicolonne bicrome concluse da abachi scolpiti a stiacciato. L'arco falcato è stato realizzato con conci di pietra chiara e scura alternata ed è sovrastato da una lunetta monolitica poggiante su un architrave frutto di un rifacimento; i piedritti presentano delle basi scolpite ad anelli, ormai irrimediabilmente consumate, e delle mensole decorate con motivi geometrici.
La parte superiore presenta un occhio in cotto e due finestrelle inquadrate da pesanti cornici frutto di un rifacimento più tardo che interessò anche a muratura, visibilmente diversa dalla parte sottostante.
Il fianco meridionale è il più interessante e vi si aprono quattro monofore a doppio sguancio e due portali architravati con archivolto bicromo; il portale orientale è molto più elaborato e agli stipiti due semicolonne con semicapitelli decorati e scolpiti con motivi zoomorfi ( agnello che calpesta un serpente e groviglio di serpenti). Sempre in questa fiancata nel XIV secolo era stata costruita la cappella della compagnia della quale rimane la facciata a capanna con un oculo sovrapposto al portale. Nella fiancata settentrionale, oggi in stato di notevole degrado, vi sono delle monofore originali con archivolto monolitico secondo uno stile pisano-lucchese applicato anche nella Pieve a Scola e negli stipiti vi sono decorazioni a figure antropomorfe.
Nella tribuna è visibile esternamente solo il volume semicircolare dell'abside centrale mentre le laterali sono inserire all'interno della muratura a sacco, secondo uno stile che nella zona si trova anche nella pieve di Conèo e nella pieve di Casole. La tribuna è aperta da tre monofore a doppio strombo e archivolto monolitico in corrispondenza di ognuna delle tre navate.
Il campaniletto a vela sorge sul fianco meridionale ed è stato realizzato nel XVII secolo.

### Interno

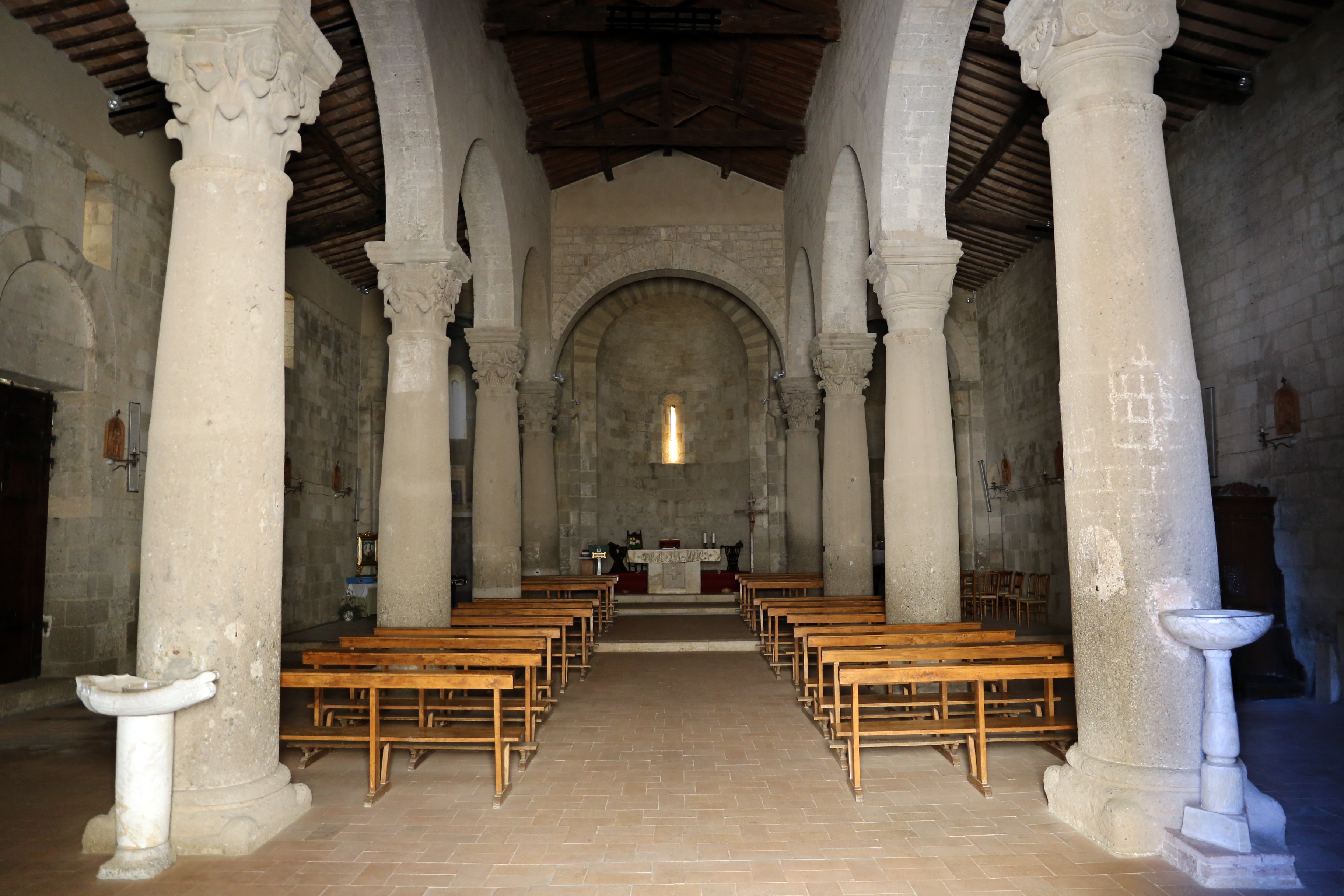
Interno

L'interno a tre navate è suddiviso in cinque campate l'ultima delle quali forma il presbiterio separato dal resto dell'aula da tre arcate trasversali che vanno a formare una sorta di arco di trionfo. Le semicolonne di questi archi poggiano tutte su basi a tre anelli come nella abbazia di Isola.
Il massimo pregio dell'interno sono i quattordici capitelli alcuni dei quali attribuiti al maestro pisano Bonamico che presentano delle somiglianze con due sue opere poste nel Camposanto pisano. Secondo Mario Salmi l'iscrizione prima riportata sarebbe da riferirsi ad un pulpito eseguito dal maestro per questa pieve e in seguito scomparso.
Da notare anche il fonte battesimale romanico in pietra. Sulla parete sinistra, di fianco al portale che dà accesso alla ex-compagnia, si trova un affresco della scuola di Ambrogio Lorenzetti raffigurante una santa distesa nel sepolcro. Dal presbiterio un portale architravato conduce nella sacrestia.

#### I capitelli
Nella complessissima iconografia dei capitelli si è voluto vedere un profondo significato escatologico, tra l'altro non coerentemente realizzato, e secondo A. Senesi (1951) sarebbero da leggere in questo modo:
- I capitello, Dio distende il padiglione dei cieli;
- II cap., Distesi i cieli, ai quattro angoli della terra compare l'uomo;
- III cap., Comparso l'uomo, avviene il peccato che porta alla morte;
- IV cap., Il peccato invade le due civiltà, Orientale e Occidentale;
- V cap., Davanti alle due civiltà si para il Capro espiatorio;
- VI cap., Il Capro espiatorio rende cadente l'Idolatria;
- VII e VIII cap., La cadente idolatria è foriera di duplici speranze;
- IX cap., Le duplici speranze si realizzano nella pienezza dei tempi;
- X cap., La pienezza dei tempi origina la chiesa;
- XI cap., La Chiesa si schiude all'errante peregrino;
- XII cap., Il peregrino è irrorato dalla fede, speranza e carità;
- XIII cap., La carità lo rende sano;
- XIV cap., La consacrazione, al fine della vita, lo fa degno di un sol premio;
- capitelli del cimitero, A Dio si giunge per la morte.

Per quanto riguarda la decorazione dei capitelli partendo dal primo da sinistra dopo l'ingresso: tra la prima e la terza colonna presentano un doppio ordine con delle foglie di acanto in basso. Il primo presenta quattro teste umane in alto e in basso dei cervi pascolanti, il secondo su ogni faccia è riprodotto un montone, nel terzo vi sono quattro teste umane (due rasate e due con la chioma) in ogni facciata e anche dei serpenti che si mordono la coda. L'ultimo capitello di sinistra sugli spigoli ha dei pastorali fitomorfi e una figura semiumana dalla cui unica testa partono due busti che si incontrano ad angolo retto. Nella semicolonna sinistra dell'arco trionfale vi sono due figure una a mezzobusto e l'altra che si aggrappa ad un bastone. In quella di destra vi sono un arbusto tra due foglie a punte ricurve che la fanno sembrare simile ad un capitello ungulato.
I due semicapitelli posti lateralmente all'abside presentano una superficie molto consumate, forse perché un tempo esposti all'aperto, e sono decorati con dei festoni e delle rosette scolpiti da maestranze volterrane simili a quelli che si trovano nella pieve di San Gimignano, nella pieve di Casole e nella pieve di Chianni.
Passando alla navata destra la colonna tra gli archi trasversali ha un capitello che è decorato con un ricamo di foglie e fiori. Il capitello seguente presenta una testa di leone per ognuna delle quattro facciate e delle scene della vita di Giacobbe: vestito da pellegrino, poi incontro con un angelo che gli stringe la mano, poi seduto sulla cattedra di un tempio e infine un serpente attorcigliato che si morde la coda. I restanti capitelli di destra sono decorati con un collarino ad anelli e con delle terminazioni ungulate. L'ultima semicolonna che si trova prima dell'uscita presenta quattro braccia intrecciate e una palma.

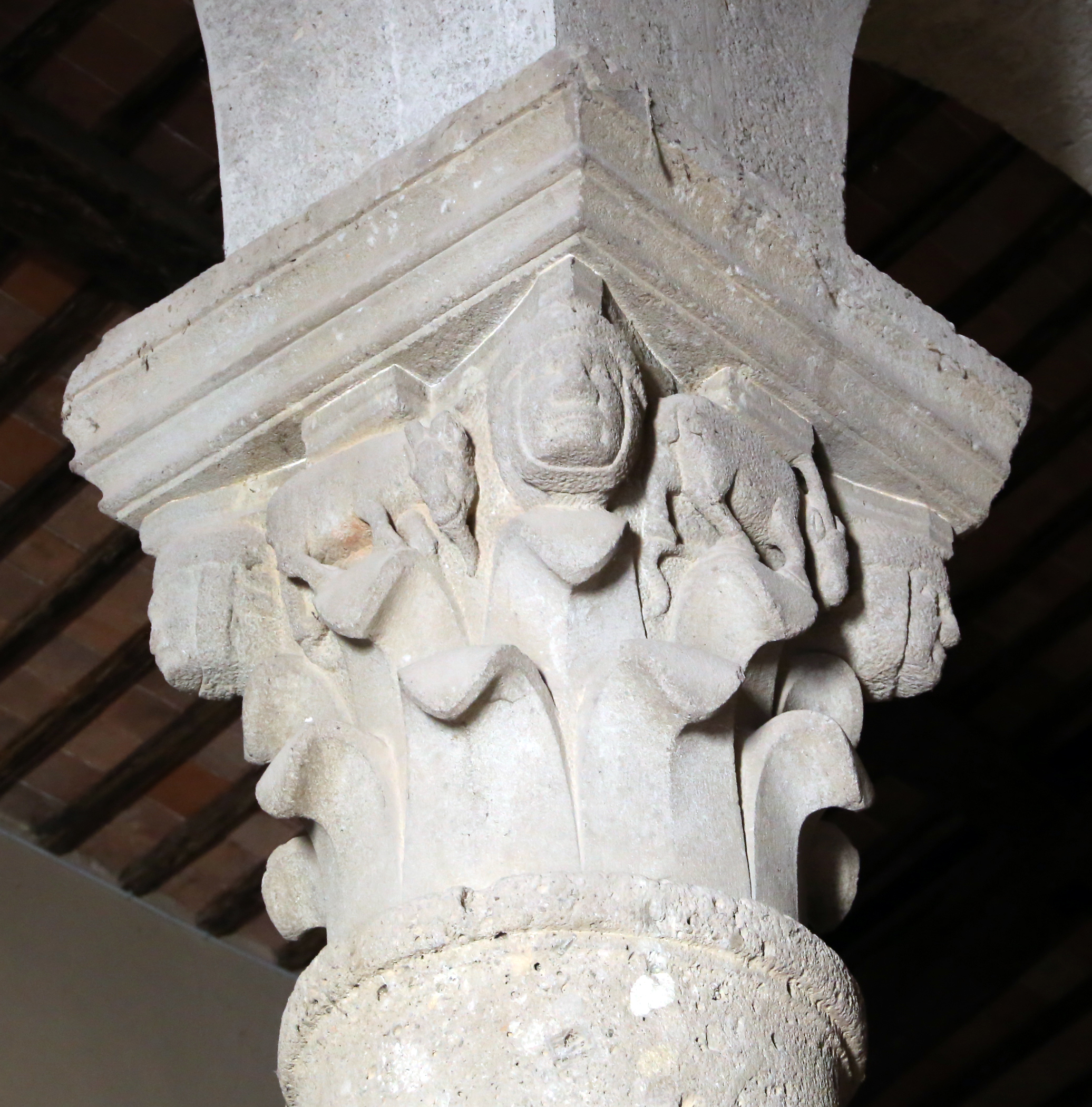
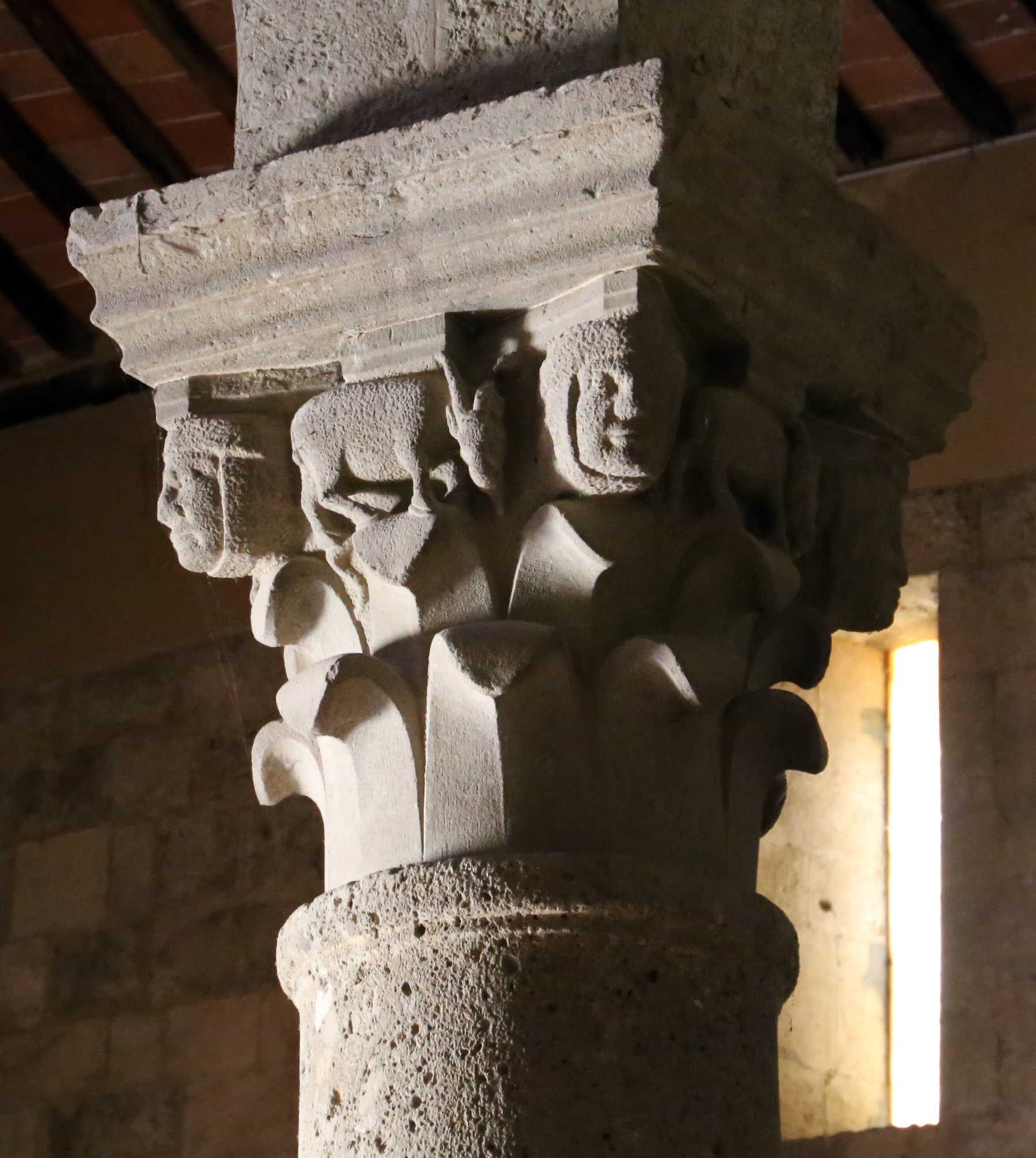
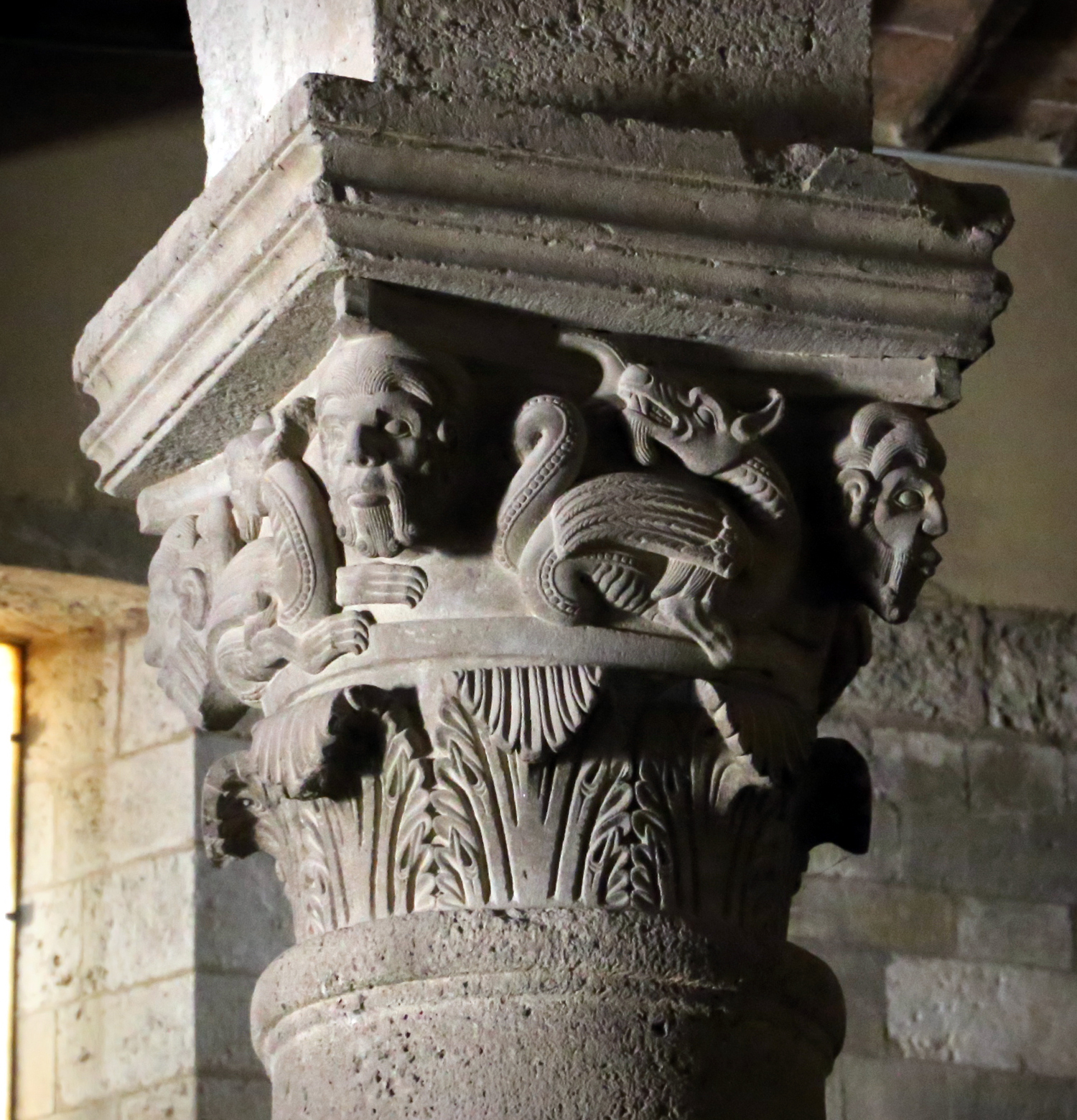
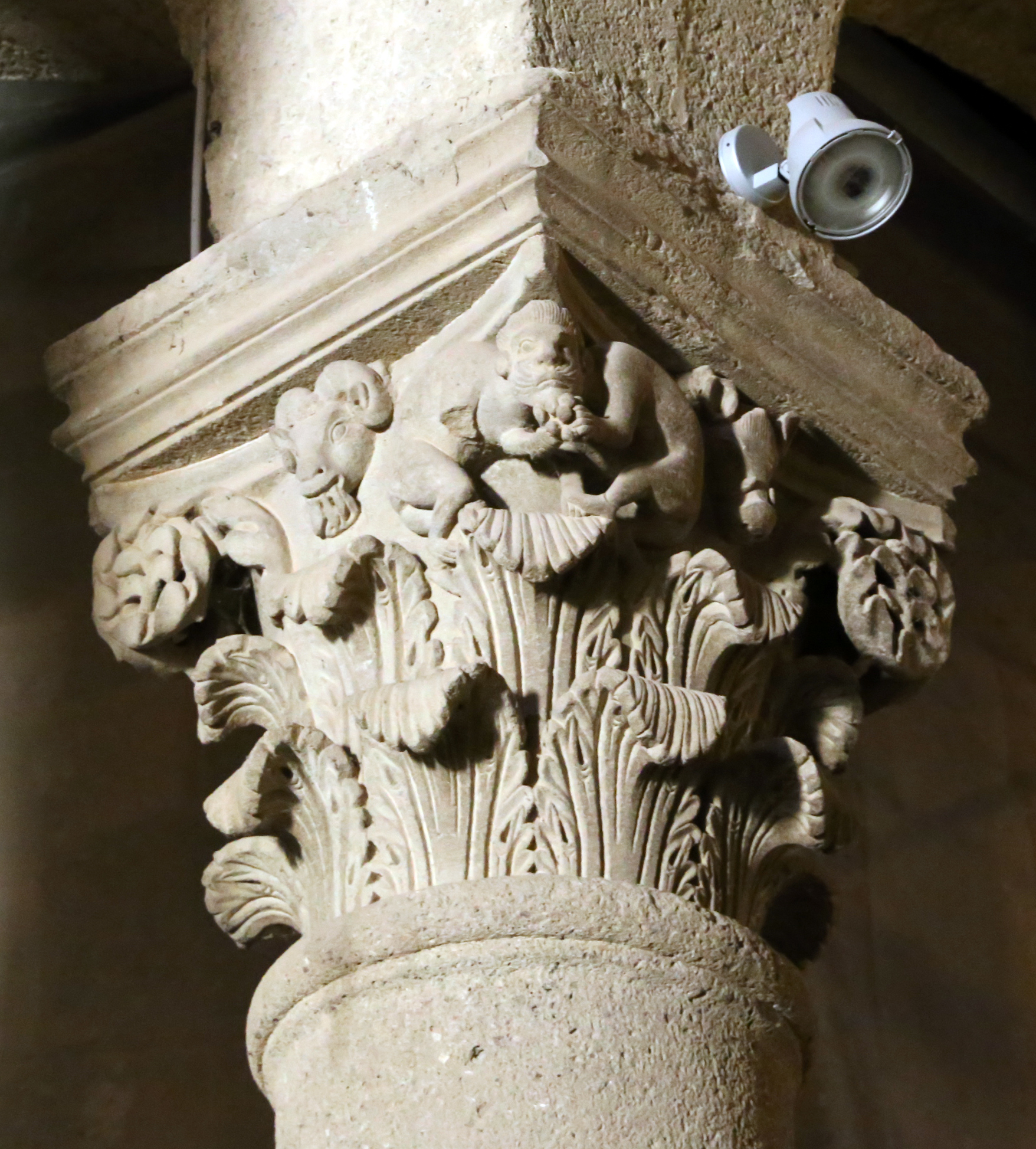
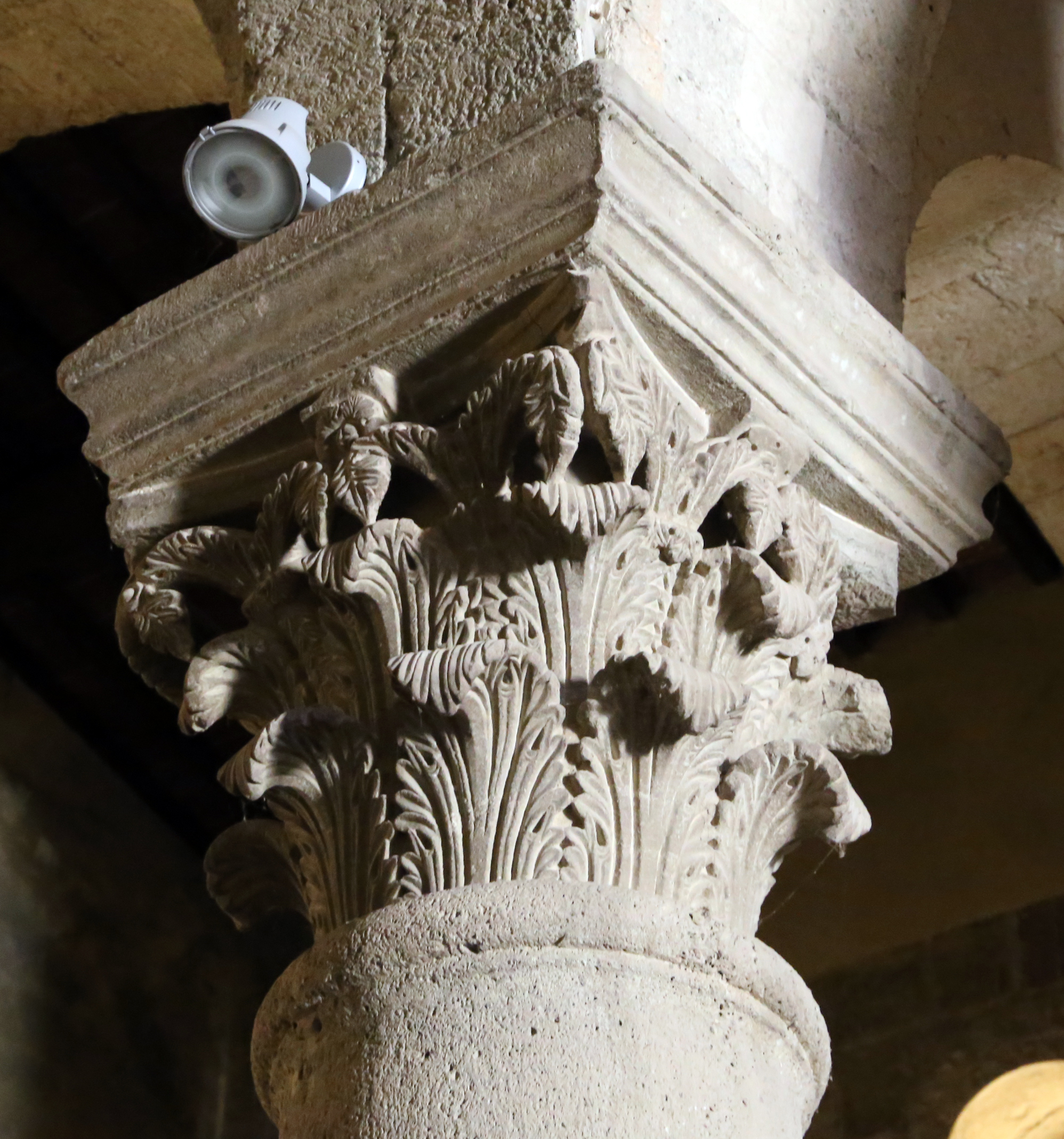
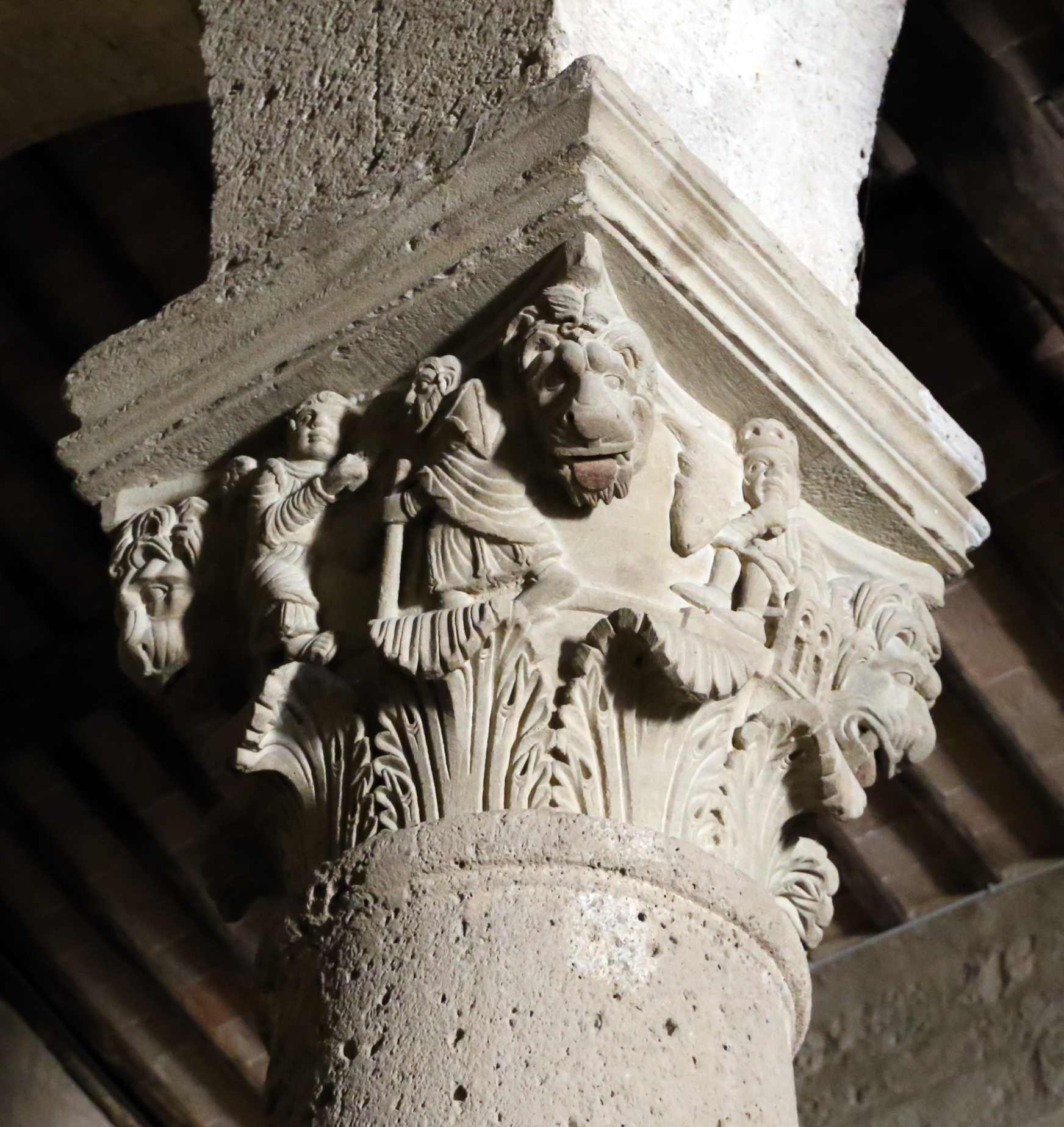
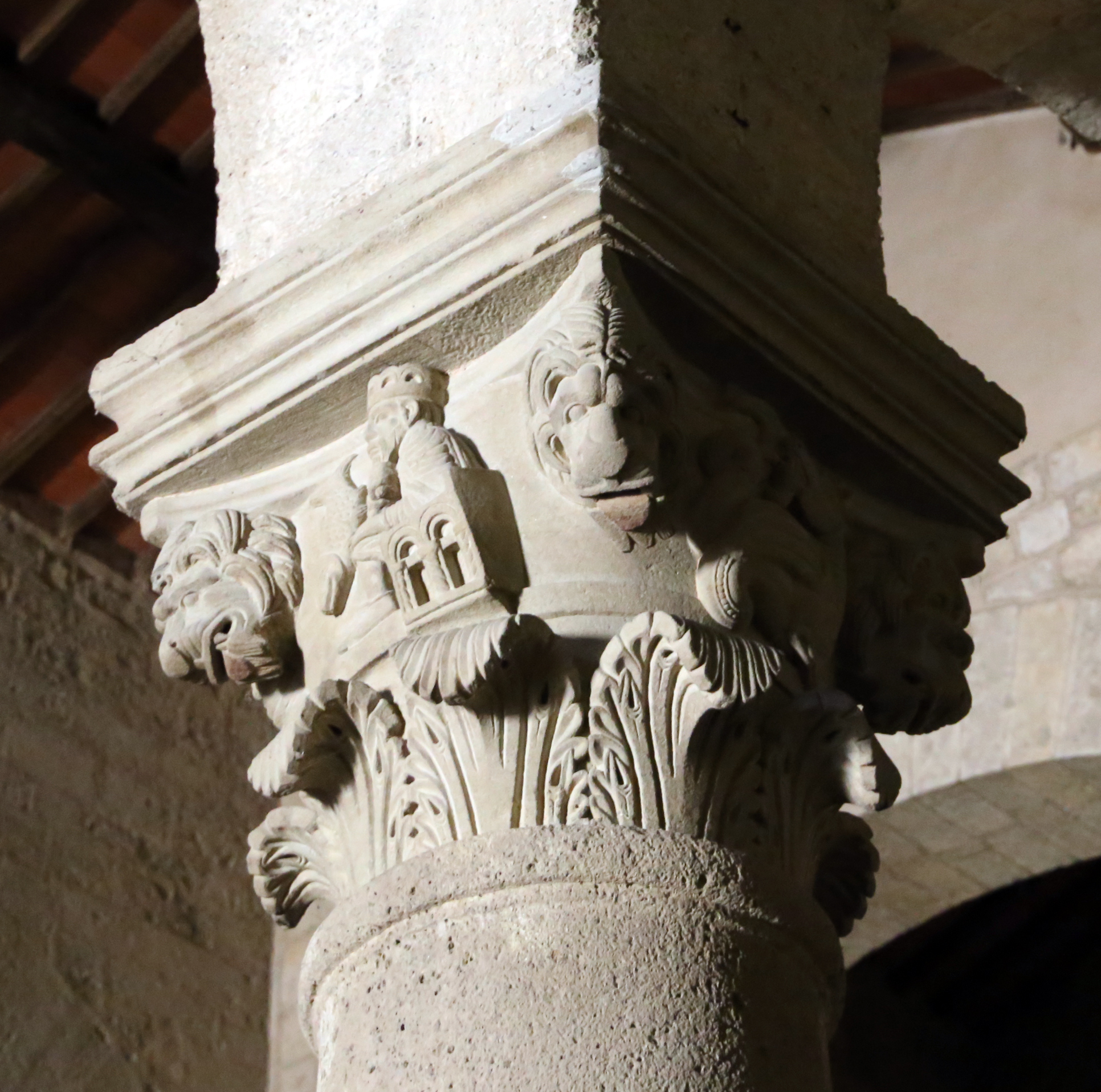

## Piviere di San Giovanni Battista a Mensano
- chiesa di San Biagio a Mensano
- chiesa di San Tommaso a Querceto
- chiesa di Sant'andrea di Selva
- chiesa di Sant'Andrea a Sermena
- chiesa di Santa Lucia a Vespri
- Spedale di Sant'Antonio a Mensano